# Václav Huml
Václav Huml (18. září 1880 Beroun – 6. ledna 1953 Záhřeb, Chorvatsko) byl český a chorvatský houslista a hudební pedagog, zakladatel „záhřebské houslové školy“.

## Život
Václav Huml studoval housle v Praze u hudebního pedagoga Otakara Ševčíka. Od roku 1903 působil v Záhřebu na hudební škole Chorvatského hudebního institutu (chorvatsky Hrvatski zemaljski glazbeni zavod, dnes Hrvatski glazbeni zavod). Mezi jeho slavné žáky patří Ljerko Spiller a Zlatko Baloković.
V roce 1919 byl jedním ze zakládajících členů „Záhřebského kvarteta“ (Zagrebački kvartet). Od roku 1921 až do své smrti v roce 1953 působil jako profesor na záhřebské hudební akademii (MUZA). Zemřel roku 1953, pohřben byl na záhřebském centrálním hřbitově Mirogoj.
Pro pokračování tradic komorní hudby a díla Václava Humla, založili jeho žáci a studenti záhřebské Hudební akademie v roce 1957 „Záhřebský komorní orchestr mládeže“ (Zagrebački omladinski komorni orkestar, ZOKOR).

## Ocenění
Od roku 1977 se na jeho počest v Záhřebu každé čtyři roky koná Mezinárodní houslová soutěž Václava Humla.